# Браешти (Бузау)
Браешти (рум. Brăeşti) насеље је у Румунији у округу Бузау у општини Браешти. Oпштина се налази на надморској висини од 552 m.

## Становништво
Према подацима из 2002. године у насељу је живело 2528 становника, од којих су сви румунске националности.

### Хронологија
| Година       | 1992 | 1993 | 1994 | 1995 | 1996 | 1997 | 1998 | 1999 | 2000 | 2001 | 2002 | 2003 | 2004 | 2005 | 2006 | 2007 | 2008 | 2009 | 2010 | 2011 | 2012 | 2013 | 2014 | 2015 | 2016 | 2017 |
| ------------ | ---- | ---- | ---- | ---- | ---- | ---- | ---- | ---- | ---- | ---- | ---- | ---- | ---- | ---- | ---- | ---- | ---- | ---- | ---- | ---- | ---- | ---- | ---- | ---- | ---- | ---- |
| Становништво | 2993 | 2942 | 2888 | 2884 | 2886 | 2851 | 2815 | 2809 | 2793 | 2790 | 2770 | 2747 | 2699 | 2668 | 2644 | 2611 | 2593 | 2585 | 2561 | 2522 | 2511 | 2509 | 2500 | 2471 | 2430 | 2434 |